# Ain Farah
Pour les articles homonymes, voir Farah.
Ain Farah est le site d'un château médiéval en ruine au Darfour, dans l'ouest du Soudan. C'est la deuxième plus grande ville en ruine de l'ancien royaume de Toundjour après Uri.

## Emplacement
Ain Farah est situé dans les montagnes Furnung, un paysage vallonné et relativement fertile avec quelques sources. La ville principale de la région est Kutum, à 120 kilomètres au nord-ouest d'al-Fashir . Ain Farah est à environ 15 kilomètres au nord-ouest de Kutum et à 25 kilomètres d'Uri. Les vestiges sont situés sur une colline d'environ 100 mètres de haut non loin de lacs issus de sources locales. Ces lacs sont utilisés comme points d'eau pour le bétail par les habitants des villages environnants. Des palmiers dattiers entourent les lacs. Au-delà, une vallée sèche était auparavant sécurisée par un rempart.

## Histoire
L'origine du Tunjur n'est pas encore très connue. Deux hypothèses sont envisagées :
- l'une évoque la création de cet état par l'immigration d'une population venue du nord-ouest au XIIIe siècle, et la conquête du Tunjur par le royaume de Bornu au XVIe siècle ;
- pour l'autre hypothèse, le Tunjur aurai été une ramification de l'empire chrétien de Makurie sur le Nil et aurait été conquis par le royaume de Kanem au XIIIe siècle.

En tant que ville voire capitale d'un royaume chrétien, Ain Farah pourrait avoir déjà existé avant le XIIIe siècle. À en juger par les découvertes de débris de poteries présentant des symboles chrétiens utilisés en Nubie, les bâtiments ont été construits à l'époque chrétienne (soit avant le XIVe siècle). Jusqu'à présent, le Tunjur est le plus occidental des sites où apparaissent des vestiges de la Nubie chrétienne. Arkell a interprété l'endroit comme étant le site d'un monastère du Xe siècle, avec deux églises et au moins 26 cellules de moines.  
La relation présumée du site avec les royaumes chrétiens de Nubie est contestée. De l'avis d'autres experts et dans l'imaginaire de la population locale, les bâtiments seraient de l'époque de Shau Dorshid, le dernier souverain Toundjour qui avait sa capitale à cet endroit au XVIe siècle.  Ahmad al-Maqur, le premier souverain de la dynastie Keira lui succéda, cette dynastie contrôlera le sultanat du Darfour jusqu'en 1916. 
Un mythe répandu dans toute la ceinture soudanaise raconte que le fondateur de la dynastie serait un sage étranger qui aurait apporté la culture et l'islam dans un pays jusque là non civilisé. Les premiers prédicateurs islamiques ne sont pas venus avant le XVIe siècle dans la région du Darfour. 

## Description
L'ensemble du site s'étend du bas de la colline jusqu'à la crête sur une superficie d'environ 500 × 800 mètres. De grands murs de pierres et de briques y sont encore visibles. 
Au bout d'un chemin parcourant la vallée se dresse une grande mosquée dont les murs extérieurs étaient en pierres naturelles ; à l'intérieur, un mur et quatre piliers inclinés faits de briques cuites. 
Face à un enclos circulaire, on accédait par un chemin de ronde à un château construit en briques, son premier étage n'était plus reconnaissable en 1980. Sa première pièce est un iwan (salle d'audience), indice d'islamisation, des restes de verres soufflés y ont été découverts. Elle servait probablement à l'administration de l'État. Les linteaux et les poutres de toit étaient en bois. 
Les maisons disposées en rangées sur la colline étaient petites et rondes. 
À 400 mètres au sud, sur une autre colline, se trouvent les murs de quelques maisons en briques, localement connues sous le nom de « Maisons de la Mère du Sultan », ainsi que les vestiges d'une petite mosquée. Des ruines de bâtiments en forme de dômes caractéristiques du soufisme (qubbas) montrent que le site était islamique. 
Jusqu'à présent, il n'y a eu que des études, mais pas de fouilles. Depuis le milieu des années 80, la zone est difficile à atteindre en raison des guerres civiles au Soudan du Sud et au Darfour.